# Starkey (New York)
Pour les articles homonymes, voir Starkey.
Starkey  est une ville du comté de Yates dans l'État de New York aux États-Unis.
Sa population était de 3 407 habitants en 2020.